# Leonard (krater)
Leonard är en nedslagskrater med en diameter på 31 kilometer, på planeten Venus. Leonard har fått sitt namn efter den amerikanska astronomen Wrexie Leonard.